# My Lives
My Lives è un boxset del cantante statunitense Billy Joel, pubblicato nel 2005.

## Tracce

### Disco 1
1. My Journey's End – The Lost Souls (Never-released demo) – 2:07
2. Time and Time Again – The Lost Souls (Never-released demo) – 2:00
3. Every Step I Take (Every Move I Make) – the Hassles (Album version) – 2:28
4. You've Got Me Hummin' – The Hassles (Album version) – 2:28
5. Amplifier Fire (Part 1) – Attila – 3:06
6. Only a Man (Never-released demo) – 3:16
7. She's Got a Way (Album version) – 2:56
8. Oyster Bay (Never-released demo) – 3:44
9. Piano Man (Never-released demo) – 2:52
10. The Siegfried Line (Never-released demo) – 2:35
11. New Mexico (Never-released demo) (became "Worse Comes to Worst") – 2:37
12. Cross to Bear (Never-released demo) – 4:20
13. Miami 2017 (Seen the Lights Go Out on Broadway) (Never-released demo) – 4:50
14. These Rhinestone Days (Never-released demo) (became "I've Loved These Days") – 3:00
15. Everybody Has a Dream (Album version) – 4:36
16. Only the Good Die Young (Never-released alternate reggae version) – 3:39
17. Until the Night (Album version) – 6:38
18. Zanzibar (Album version; longer trumpet solo) – 6:47
19. It's Still Rock and Roll to Me (Album version) – 2:58

### Disco 2
1. Captain Jack (Never-released live version) – 7:22
2. The End of the World (Never-released demo) (Became "Elvis Presley Blvd.") – 3:22
3. The Prime of Your Life (Never-released demo) (Became "The Longest Time") – 3:43
4. She's Right on Time (Album version) – 4:14
5. Elvis Presley Blvd. (B-side of "Allentown") – 3:15
6. Nobody Knows But Me (from In Harmony II) – 2:55
7. An Innocent Man (Album version) – 5:19
8. Christie Lee (Never-released demo) – 4:02
9. Easy Money (Album version) – 4:06
10. And So It Goes (Never-released demo) – 3:14
11. I'll Cry Instead (Live, B-side of "An Innocent Man") – 2:25
12. Keeping the Faith – 4:54
13. Modern Woman (Album version) – 3:51
14. Baby Grand (Duet with Ray Charles) (Album version) – 4:05
15. Getting Closer (Duet with Steve Winwood) (Never-released alternate version) – 5:39
16. House of Blue Light (B-side of "We Didn't Start the Fire") – 4:45
17. Money or Love (Never-released demo) – 4:02
18. The Times They Are A-Changin' (Live album version) – 2:54

### Disco 3
1. The Downeaster 'Alexa' (Album version) – 3:45
2. I Go to Extremes (Live, April 1990 LA Sports Coliseum, never released) – 4:53
3. Shout (Live) – 5:50
4. All Shook Up (Honeymoon in Vegas soundtrack) – 2:09
5. Heartbreak Hotel (Honeymoon in Vegas soundtrack) – 3:21
6. When You Wish Upon a Star (Simply Mad About the Mouse: A Musical Celebration of Imagination soundtrack) – 3:42
7. In a Sentimental Mood (A League of Their Own soundtrack)  – 4:02
8. Motorcycle Song (Never-released demo) (Became "All About Soul") – 4:19
9. You Picked a Real Bad Time (B-side of "All About Soul") – 4:56
10. The River of Dreams (Never-released alternate version) – 5:49
11. A Hard Day's Night (Live) – 2:47
12. Light as the Breeze (Album version) – 6:14
13. To Make You Feel My Love (Album version) – 3:52
14. Hey Girl (Album version) – 3:57
15. Why Should I Worry (Oliver & Company soundtrack) – 3:33
16. Where Were You (On Our Wedding Day?) (Runaway Bride soundtrack) – 1:58
17. Highway 61 Revisited (Never-released demo) – 5:11

### Disco 4
1. Movin' Out (Anthony's Song) (Live) – 3:44
2. You May Be Right (Duet with Elton John) (Live, July 1994 Giants Stadium and never released) – 4:50
3. Big Shot (Live from The Essential Video Collection) – 4:45
4. Don't Worry Baby (Live from An All-Star Tribute to Brian Wilson) – 3:27
5. Goodnight Saigon – Vietnam Veterans Version (Live) – 6:30
6. Los Angelenos (Live 1980 from "The Essential Video Collection") – 3:54
7. New York State of Mind (Live from America: A Tribute to Heroes) – 6:01
8. Opus 1. Soliloquy (On a Separation) – 11:22
9. Opus 8. Suite For Piano (Star-Crossed) I. Innamorato – 7:46
10. Opus 8. Suite For Piano (Star-Crossed) II. Sorbetto – 1:31
11. Opus 8. Suite For Piano (Star-Crossed) III. Delusion – 3:35
12. Elegy: The Great Peconic (Performed by London Symphony Orchestra, From "Music of Hope") – 6:51
13. Glass Houses Promo Talk (Appears as an untitled track on the album) – 9:00

### DVD: Live from the River of Dreams Tour
1. No Man's Land
2. Pressure
3. The Ballad of Billy the Kid
4. Leningrad
5. Allentown
6. My Life
7. I Go to Extremes
8. Shades of Grey
9. The River of Dreams
10. Goodnight Saigon
11. We Didn't Start the Fire
12. A Hard Day's Night
13. Big Shot
14. Piano Man
15. I Go to Extremes – "Umixit" Track
16. Zanzibar – "Umixit" Track